# Rosalie Loveling

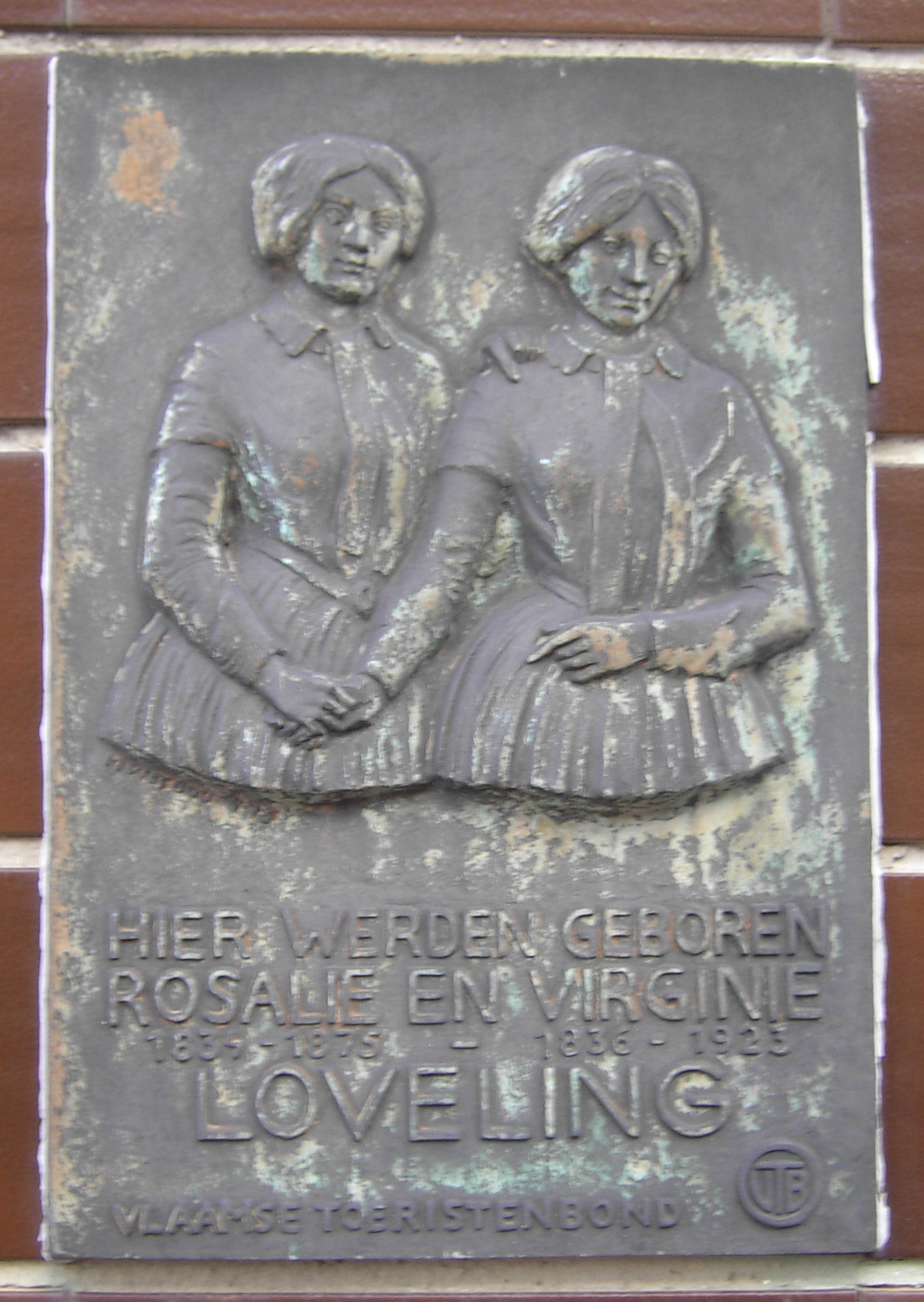
Nevele - Gedenkplaat aan het geboortehuis van Rosalie en Virginie Loveling.

Rosalie Loveling (Nevele, 19 maart 1834 – aldaar, 4 mei 1875) was een Vlaams schrijfster.
Loveling werd geboren in het Oost-Vlaamse Nevele, waar ze ook opgroeide. Haar moeder was Marie Comparé en haar vader was Anton Loveling, die uit Papenburg in Nedersaksen afkomstig was. Met haar zuster Virginie Loveling publiceerde Rosalie gedichten en novellen. Een andere zuster, Pauline, was de moeder van Cyriel Buysse.
Samen met haar zuster Virginie debuteerde Rosalie met realistische en observerende gedichten, die een sentimentele ondertoon hadden. Ze brachten ook novellen en schetsen uit, die zowel het landelijk milieu met zijn boerenbevolking als de stadsburgerij tot onderwerp hadden.
Zelf vertaalde Rosalie Trinia (1864) van Klaus Groth. Daarna volgde de novelle Meester Huyghe (ca. 1866).
De volgende werken ontstonden in samenwerking met Virginie:
- Gedichten (Groningen, 1870)
- Gedichten (Groningen, 1877 - tweede vermeerderde druk)
- Gedichten (Gent, 1889 - derde vermeerderde druk)
- Novellen (1874)
- Nieuwe novellen (1875)
- Polydoor en Theodoor en andere novellen en schetsen (1882)

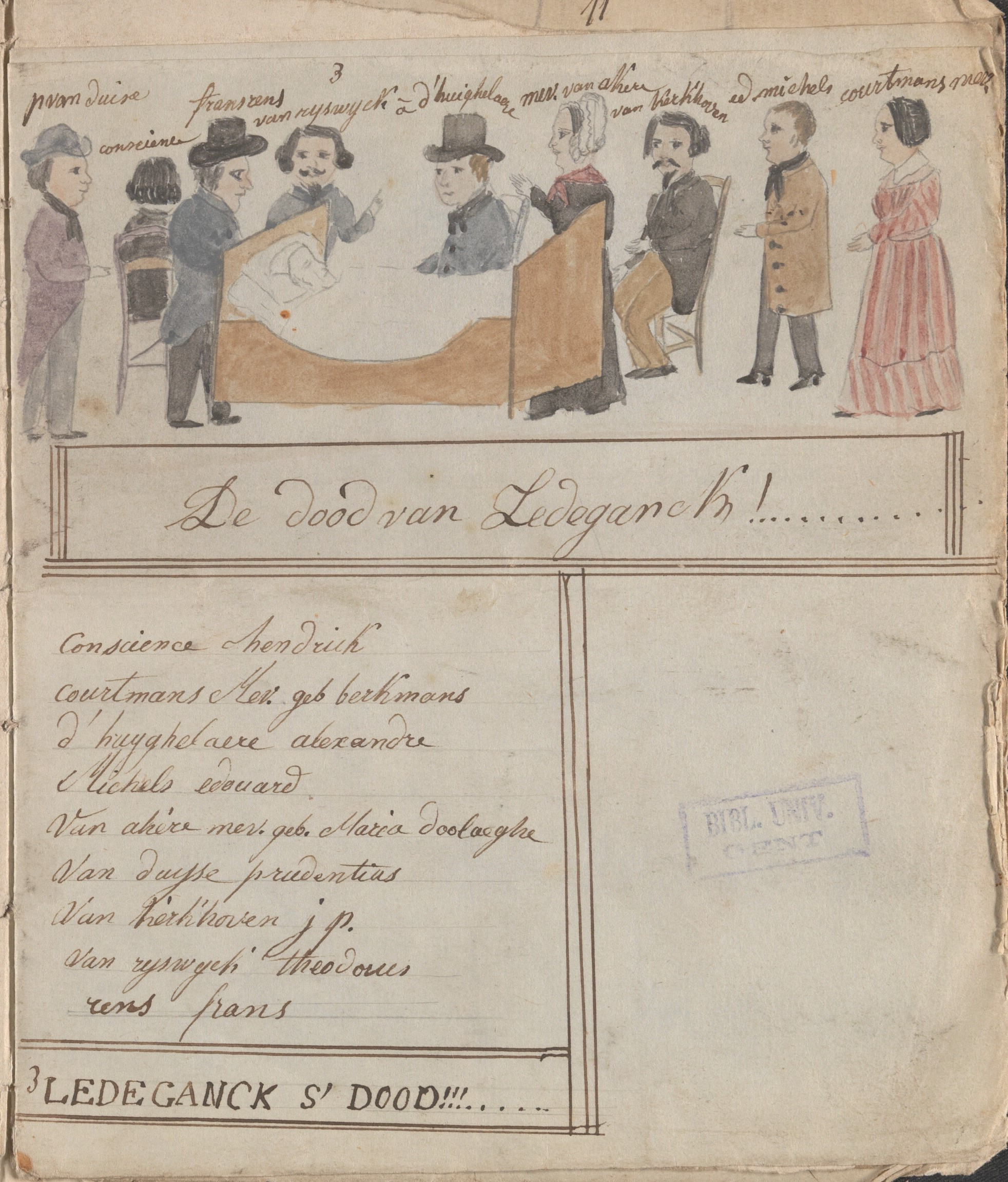
Fragment uit een manuscript met schetsen, novellen en vertalingen van poëzie. Geschreven door Rosalie en Virginie Loveling in de 19de eeuw.

Het geschenk uit 1870 (ook bekend als Grootvaders horloge) is een van de populairste en bekendste gedichten van haar hand. De tekst ervan is weergegeven als straatpoëzie aan de Lange Munt 8 te Nevele.
Rosalie Loveling stierf in 1875 en werd begraven op het Campo Santo.